# Imagotaria downsi
Imagotaria downsi era un carnivoro odobenide, vissuto in America settentrionale (litorale del Pacifico) nel Miocene superiore, che poteva raggiungere una lunghezza di 1,8 m.
Sebbene Imagotaria sia classificata come tricheco, probabilmente assomigliava a un leone marino e aveva abitudini simili. I canini, che vengono utilizzati dai leoni marini per afferrare il pesce, avevano iniziato ad allungarsi, ma non tanto da formare le zanne caratteristiche usate dai trichechi per estrarre i crostacei. Neppure i denti posteriori si erano evoluti nei larghi schiaccia-gusci dei trichechi attuali. Quindi probabilmente Imagotaria si cibava sia di pesce sia di crostacei.